# Filota
|  | Per a altres significats, vegeu «Filotis (mitologia)». |

Filota o Filotis (en llatí Philota o Philotis, en grec antic Φιλώτα, Φιλότις) fou una dona epirota, mare de Carops el jove, tirà de l'Epir.
Va secundar el seu fill en les seves crueltats i extorsions «sense tenir en compte la seva condició de dona», diuen Polibi i Diodor de Sicília.